# Глухов, Александр Захарович
Александр Захарович Глухов (укр. Олександр Захарович Глухов; род. 19 февраля 1945, Марьинка, Сталинская область) — советский, украинский ботаник, доктор биологических наук, профессор Донецкого национального университета, член-корреспондент НАНУ, директор Донецкого ботанического сада.

## Биография
Окончил Донецкий государственный университет в 1970 году. После этого работал в Донецком ботаническом саду, с 1990 года — директор. Доктор биологических наук (1993), профессор (1995). С 1972 года также преподает в Донецком государственного университете.
С 2007 года член-корреспондент НАН Украины по специальности «Ландшафтное и биологическое разнообразие». Член редакционной коллегии Вестника Луганского государственного аграрного университета, журналов «Проблемы экологии и охраны природы техногенного региона» и «Вестник Донецкого национального университета. Серия А: Естественные науки».

## Научные труды
Научные исследования А. З. Глухова относятся к растительности антропогенно—разрушенных ландшафтов и экологическим проблемам промышленных регионов.
- Донецкий ботанический сад АН УССР: Науч. и практ. деятельность. К., 1990 (соавтор)
- Кормовые растения для улучшения низкопродуктивных естественных угодий юго-востока Украины: Справоч. Д., 1991 (соавтор)
- Экологические аспекты оптимизации агроэкосистем юго-востока Украины. Д., 1995
- Ядовитые растения кормовых угодий юго-востока Украины. Д., 2002 (соавтор).
- Глухов А. З. Эфирномасличные и пряно-ароматические растения (интродукция, адаптивная стратегия, оценка перспективности выращивания) / А. З. Глухов, З. С. Горлачева, О. К. Кустова. — Донецк; «Восток-Пресс-Плюс», 2013. — 238 с.
- Глухов А. З. Перспективные древесные растения для фитодизайна в степной зоне / А. З. Глухов, Н. Ф. Довбыш, Л. В. Хархота. — Донецк: ЛАНДОН-XXI, 2015. — 154 с.
- Донецкий ботанический сад: история и современность / Под общ. ред. С. А. Приходько / Сост. С. А. Приходько, В. М. Остапко, А. З. Глухов, В. В. Мартынов, Т. В. Никулина, О. К. Кустова, И. В. Макогон, Л. В. Митина, А. В. Николаева, Д. В. Сыщиков, Е. Н. Виноградова, Л. В. Хархота, Е. Г. Муленкова, И. Ф. Пирко, И. В. Агурова, И. В. Бондаренко-Борисова, А. И. Губин, С. П. Жуков, В. В. Козуб-Птица, Н. В. Балабенко, И. Л. Бурдина. — Донецк : Проминь, 2020. — 324 с.
- Стрельников И. И. Разработка информационной системы Донецкого ботанического сада / И. И. Стрельников, С. А. Приходько, А. З. Глухов, А. В. Николаева // Промышленная ботаника. — 2021. Вып. 21, № 1. — С. 36-52.
- Гридько О. А. Разнообразие и состояние древесных насаждений ландшафтно-рекреационной зоны Ленинского района г. Донецка / О. А. Гридько, А. З. Глухов, Л. В. Хархота // Промышленная ботаника. 2020. Вып. 20, № 3. С. 20-25.
- Сафонов, А. И. Эмпирические критерии фитомониторинга техногенной нагрузки в Донбассе / А. И. Сафонов, А. З. Глухов // Экобиотех. — 2021. — Т. 4, № 3. — С. 195—202.
- Сафонов, А. И. Фитомониторинг в техногенно трансформированной среде: методология и практика / А. И. * Сафонов, А. З. Глухов // Экосистемы. — 2021. — № 4. — С. 95-111.
- Safonov, A. Ecological phytomonitoring in Donbass using geoinformational analysis / А. Safonov, A. Glukhov // Problems of Industrial Botany of Industrially Developed Regions 2021. — VI International Scientific Conference. — BIO Web Conf. — Vol. 31. — 2021. — 4 р.

## Награды
- Орден за Заслуги 3 степени (2007).
- Премия НАН Украины имени В. Ю. Юрьева за серию научных работ «Акклиматизация и селекция растений в техногенно трансформированной среде (популяционно-генетические и эколого-созологические основы)»
- Государственная премия Украины 2008 года за разработку и внедрение технологий возрождения нарушенных горными работами земель как элементов экологической сети